# Fernando Ossa
Fernando Ossa (Sant Sebastià,? - Ojos del Salado, 1 de gener de 2015) fou un alpinista basc.

## Expedició al nevat Ojos del Salado i defunció
El 24 de desembre de 2014, Ossa formava part d'una expedició de tres persones (Paco Vicario, David Serra i el mateix Ossa) encaminada a coronar el volcà en actiu més alt del món, el Nevado Ojos del Salado, un estratovolcà situat a la serralada dels Andes, a la frontera entre Xile i l'Argentina.
El dia 28 de desembre el grup es disposava a efectuar un altre tram de l'ascensió, però Ossa començà a trobar-se malament, pel qual va decidir interrompre l'ascens i romandre al camp 2, situat a uns 6500 metres d'altura al flanc argentí del volcà. Paco Vicario romangué amb Ossa; mentre que David Serra continuà l'ascens amb una parella d'alpinistes argentins. Malauradament, l'estat d'Ossa havia empitjorat quan Serra retornà al punt on aquest i Vicario s'havien aturat, de tal manera que Serra va continuar el descens fins a Fiambalá per donar l'alarma i iniciar l'operatiu de rescat.
Després d'algunes aproximacions en vehicles tot terreny fins a 5600 metres d'altura per tal de rescatar als alpinistes que descendien i instal·lar un punt de primera assistència a Ossa un cop aquest fos extret del camp 2, els primers intents de rescat amb helicòpter resultaren infructuosos a causa del mal temps i l'altura a la qual es trobaven els dos alpinistes atrapats. A més, l'endemà (29 de desembre) Ossa va caure inconscient, i el 31 de desembre es van iniciar els treballs per rescatar als dos alpinistes per via terrestre, tant des del vessant argentí com des del xilè, mentre s'esperava la incorporació a les tasques de rescat d'un helicòpter més potent, capaç d'elevar-se més enllà dels 6000 metres. L'aparell en qüestió viatjava des de Valparaíso, i el seu trasllat es veia dificultat pel mal temps. Ossa, debilitat per la seva condició i l'espera durant més de tres dies a gairebé 6000 metres d'altura, traspassà l'endemà, 1 de gener de 2015. Així ho comunicà Paco Vicario a l'equip de rescat que ascendia per auxiliar-los, en tant que ja havia començat el descens pel seu propi peu.